# Mafa (langue)
Pour les articles homonymes, voir Mafa.
Le mafa (Masa, mofa, ) est une  langue tchadique parlée au Nord du Cameroun dans le département de Mayo-Tsanaga, ainsi qu'au Nigeria, dans l'État de Borno.

## Classification
Le mafa est une des langues tchadiques biu-mandara. Les langues tchadiques sont une des branches de la famille afro-asiatique.

## Écriture
| a | b  | ɓ   | c  | d   | dz | ɗ | e | ə | f | g | gh | ghw | gw | h  | hw | i | j | k | kw | l | m  | ḿ  | mb | n |
| ń | nd | ndz | ng | ngw | nj | o | œ | p | r | s | sh | sl  | t  | ts | u  | ʉ | v | w | y  | z | zh | zl | ʼ  |   |

## Phonologie
Les tableaux présentent l'inventaire phonémique du mafa.

### Voyelles
|            |            | Antérieures | Centrales | Postérieures |
| Fermées    | Fermées    | i [i]       |           | ʉ [y] u [u]  |
| Mi-fermées | Mi-fermées | œ [ø] e [e] | ə [ə]     | o [o]        |
| Ouvertes   | Ouvertes   |             | a [a]     |              |

Les voyelles longues existent, en nombre limité.

### Consonnes
|               |               | Labiales | Dentales | Alvéolaires | Palatales | Vélaires | Labio-vélaires | Glottales     |
| Occlusives    | sourdes       | p [p]    | t [t]    |             |           | k [k]    | kw [kʷ]        | ’ [ʔ]         |
| Occlusives    | sonores       | b [b]    | d [d]    |             |           | g [g]    | gw [gʷ]        |               |
| Occlusives    | implosives    | ɓ [ɓ]    | ɗ [ɗ]    |             |           |          |                |               |
| Occlusives    | prénasales    | mb [m͡b]  | nd [n͡d]  | ndz [n͡d͡z]   |           | ng [n͡g]  | ngw [n͡gʷ]      |               |
| Fricatives    | sourdes       | f [f]    | sl [ɫ]   | s [s]       | sh [ʃ]    |          |                | h [h] hw [hʷ] |
| Fricatives    | sonores       | v [v]    | zl [ɮ]   | z [z]       | zh [ʒ]    | gh [ɣ]   | ghw [ɣʷ]       |               |
| Affriquées    | sourdes       |          |          | ts [t͡s]     | c [t͡ʃ]    |          |                |               |
| Affriquées    | sonores       |          |          | dz [d͡z]     | j [d͡ʒ]    |          |                |               |
| Nasales       | Nasales       | m [m]    | n [n]    |             |           |          |                |               |
| Liquides      | Liquides      |          | l [l]    |             |           |          |                |               |
| Roulées       | Roulées       |          | r [r]    |             |           |          |                |               |
| Semi-voyelles | Semi-voyelles | w [w]    |          |             | y [j]     |          |                |               |

### Une langue tonale
Le mafa est une langue à tons. Ceux-ci sont au nombre de deux: haut et bas.